# Riemann Musiklexikon
Das Riemann Musiklexikon (oft RML abgekürzt) ist ein Musiklexikon, das 1882 durch Hugo Riemann begründet wurde.

## Geschichte
Das Riemann Musiklexikon ist die letzte Unternehmung einer Einzelperson, ein umfassendes Lexikon auf musikalischem Gebiet zu verfassen. Die erste Auflage des Lexikons erschien 1882 unter dem Titel Hugo Riemann Musik-Lexikon. Theorie und Geschichte der Musik, die Tonkünstler alter und neuer Zeit mit Angabe ihrer Werke, nebst einer vollständigen Instrumentenkunde. In den weiteren Auflagen wurde der Umfang beständig erweitert; so umfasste z. B. die siebente Auflage gegenüber der ersten mit 1036 Seiten bereits 1598 Seiten. Die letzte von Riemann herausgegebene Ausgabe ist die achte (Leipzig 1916), jedoch arbeitete er das Lexikon für die nach seinem Tod erschienene neunte Auflage (Berlin 1919) noch vollständig um.
Die letzte einbändige zehnte Auflage (Berlin 1922) enthält noch eine Vielzahl an biographischen Artikeln, die Alfred Einstein für die elfte Ausgabe (Berlin 1929, in zwei Bänden, erstmals in Antiqua gesetzt) dann streicht: „Lebensdaten uns völlig entfremdeter Musiker aus der zweiten Hälfte des 19. Jahrhunderts“ sind ausgemerzt – Künstler, die heute teils wieder Bedeutung erlangen und über die in anderen Lexika kaum etwas zu erfahren ist. 
Von der neunten bis zur elften Ausgabe betreute Einstein das Werk. Durch seine Emigration, er war Jude, wurde „der Riemann“ im anglo-amerikanischen Raum bekannt und populär. Eine Ausgabe unter dem Musikologen Joseph Müller-Blattau (12. Auflage, begonnen 1939), der das Werk auf nationalsozialistische Linie bringen sollte, kam über drei Lieferungen nicht hinaus.
Das Riemann Musiklexikon 1958–75 (ebenfalls als 12. Auflage gezählt) in drei Bänden und zwei Ergänzungsbänden herausgegeben von Wilibald Gurlitt (Band 1–2, Personen, 1959–61), Hans Heinrich Eggebrecht (Band 3, Sachteil 1967) und Carl Dahlhaus (Band 4–5, Personen-Ergänzung 1972, 1975), im Schott Musikverlag Mainz erschienen, wurde zu dem am weitesten verbreiteten und profundesten Musiklexikon der Nachkriegszeit.
Der Brockhaus Riemann, eine zweibändige Ausgabe von 1978/79, später als Taschenbuchausgabe in vier Bänden und einem Ergänzungsband von 1989 (weitere Auflagen 1995 und 2001), die sowohl den Ansprüchen von Fachleuten als auch von Musikliebhabern entsprechen sollte, ist gegenüber dem Riemann Musiklexikon einerseits stark komprimiert, andererseits auf den damals neuesten Stand gebracht. 
Auf diesem aufbauend erschien Anfang 2012 das Musiklexikon in der 13. überarbeiteten, aktualisierten Neuauflage bei Schott; Herausgeber ist Wolfgang Ruf. Das Lexikon umfasst fünf Bände mit über 9400 Sach- und Personenartikeln aus der Musiktheorie und -praxis sowie Literatur- und Werkverzeichnisse.